# Кінгстон-Майнс (Іллінойс)
Кінгстон-Майнс (англ. Kingston Mines) — селище (англ. village) в США, в окрузі Піорія штату Іллінойс. Населення — 266 осіб (2020).

## Географія
Кінгстон-Майнс розташований за координатами 40°33′30″ пн. ш. 89°46′14″ зх. д. / 40.55833° пн. ш. 89.77056° зх. д. (40.558431, -89.770634).  За даними Бюро перепису населення США в 2010 році селище мало площу 3,95 км², з яких 3,56 км² — суходіл та 0,38 км² — водойми.

## Демографія
Згідно з переписом 2010 року, у селищі мешкали 302 особи в 125 домогосподарствах у складі 87 родин. Густота населення становила 77 осіб/км².  Було 136 помешкань (34/км²).
Расовий склад населення:
| - 97,0 % — білих - 1,0 % — чорних або афроамериканців |

До двох чи більше рас належало 2,0 %. Частка іспаномовних становила 1,3 % від усіх жителів.
За віковим діапазоном населення розподілялося таким чином: 24,8 % — особи молодші 18 років, 61,0 % — особи у віці 18—64 років, 14,2 % — особи у віці 65 років та старші. Медіана віку мешканця становила 39,8 року. На 100 осіб жіночої статі у селищі припадало 122,1 чоловіків;  на 100 жінок у віці від 18 років та старших — 110,2 чоловіків також старших 18 років.
Середній дохід на одне домашнє господарство  становив 53 317 доларів США (медіана — 43 036), а середній дохід на одну сім'ю — 56 973 долари (медіана — 48 125). За межею бідності перебувало 8,7 % осіб, у тому числі 13,8 % дітей у віці до 18 років та 7,1 % осіб у віці 65 років та старших.
Цивільне працевлаштоване населення становило 129 осіб. Основні галузі зайнятості: виробництво — 23,3 %, мистецтво, розваги та відпочинок — 20,9 %, освіта, охорона здоров'я та соціальна допомога — 11,6 %, роздрібна торгівля — 8,5 %.